# Oratorio della Madonnina
L'oratorio della Madonnina è una chiesa di Lucca.
Fu costruito nel Seicento in memoria della distrutta basilica di San Pier Maggiore (Lucca). All'esterno sono tre bassorilievi che illustrano Storie dei tre santi maggiormente venerati a Lucca, Paolino, Martino e Pietro. All'interno, rifatto nel Settecento, sull'altare maggiore è collocato un frammento di una più vasta composizione ad affresco che raffigura la Madonna con il Bambino tra i Santi Avertano e Romeo, della metà del Quattrocento, riferibile a Borghese di Pietro proveniente dall'antica chiesa di San Pietro. Stessa provenienza ha la lastra tombale che raffigura i due santi pellegrini, della fine del Quattrocento, riferita a Matteo Civitali, e forse anche il bassorilievo quattrocentesco con la Trinità e i Santi Pietro e Paolo.

## Miracolo
Quando nel 1513 la basilica di San Pier Maggiore fu distrutta per far posto alla nuova cinta muraria, rimase in piedi della vecchia chiesa soltanto un pilone con su raffigurata un'effigie della Madonna. Allorché un operaio tentò di demolire il pilone, una grande fiamma lo investì, tramortendolo. Riferita la situazione al vescovo Sisto Gara Franciotti della Rovere, questi decise di lasciare intonso il pilone costruendovi intorno quello che oggi è l'oratorio della Madonnina.